# Municipio 4 (condado de Harper)
El municipio 4 (en inglés, Township 4) es un municipio del condado de Harper, Kansas, Estados Unidos. Según el censo de 2020, tiene una población de 178 habitantes.
Abarca una zona mayoritariamente rural.

## Geografía
Está ubicado en las coordenadas 37°5′34″N 97°53′25″O / 37.09278, -97.89028. Según la Oficina del Censo de los Estados Unidos, tiene una superficie total de 297.23 km², de la cual 297.04 km² corresponden a tierra firme y 0.19 km² son agua.

## Demografía
Según el censo de 2020, hay 178 personas residiendo en la zona. La densidad de población es de 0.60 hab./km². El 91.01% de los habitantes son blancos, el 0.56% son de otras razas y el 8.43% son de una mezcla de razas. Del total de la población, el 2.25% son hispanos o latinos de cualquier raza.